# Sébastien Devred
Sébastien Devred est un kayakiste et céiste international français, spécialiste du canoë-kayak freestyle. Il s'agit du freestyleur français qui compte à ce jour le plus de médailles internationales dans la discipline. Il est internationalement reconnu pour son expertise dans les deux embarcations.

## Biographie
Il débute le canoë-kayak à l'âge de 13 ans sur le bassin de Tournon Saint-Martin dans l'Indre, formé par Jérôme Gaudin. Il accède à son premier titre national en 2006 en remportant la Coupe de France Freestyle Cadet, nommée le Free Kayak Tour. Seulement deux ans plus tard, il remporte le titre de champion d'Europe junior de Kayak Freestyle en 2008 en Galice. Avec sa médaille d'argent en C1 au championnat d'Europe de Bratislava en 2014, il devient le premier français médaillé à l'international dans les deux embarcations. Titulaire d'un BEES 1° de canoë-kayak et d'un BPJEPS AGFF, il est successivement moniteur de kayak sur plusieurs bases nautiques puis coach sportif.

## Palmarès international

### Kayak Sénior
- Championnat d'Europe K1 - 2021 - Vaires-sur-Marne (France)
- Championnat du Monde K1 - 2019 - Sort (Espagne)
- Championnat d'Europe K1 - 2018 - Bratislava (Slovaquie)
- Championnat du Monde K1 - 2017 - San Juan (Argentine)
- Championnat d'Europe K1 - 2016 - Plattling (Allemagne)
- Championnat d'Europe K1 - 2012 - Lienz (Autriche)

### Canoë Sénior
- Championnat d'Europe C1 - 2021 - Vaires-sur-Marne (France)
- Championnat du Monde C1 - 2017 - San Juan (Argentine)
- Championnat d'Europe C1 - 2014 - Bratislava (Slovaquie)

### Kayak Junior
- Championnat du Monde - 2009 - Thun (Suisse)
- Champion d'Europe - 2008 - Galice (Espagne)